# Whitchurch (Herefordshire)
Whitchurch – wieś w Anglii, w hrabstwie Herefordshire. Leży 24 km na południe od miasta Hereford i 179 km na zachód od Londynu.